# Stylidium tepperanum
Stylidium tepperanum är en tvåhjärtbladig växtart som beskrevs av Ferdinand von Mueller. Stylidium tepperanum ingår i släktet Stylidium och familjen Stylidiaceae. Inga underarter finns listade i Catalogue of Life.